# Langå kommun
Langå kommun var fram till 31 december 2006 en kommun i Århus amt i Danmark. Kommunen hade 8 276 invånare 2003 och en yta på 132,55 km². Langå var kommunens huvudort. Sedan 2006 ingår kommunen i Randers kommun, förutom de tre sydligaste socknarna Granslev, Houlbjerg och Laurbjerg som ingår i Favrskovs kommun.